# Jakob Poulsen
Jakob Poulsen, né le 7 juillet 1983 à Varde au Danemark, est un footballeur international danois évoluant au poste de milieu de terrain, et reconverti entraîneur.

## Biographie

### En club
Poulsen débute dans les équipes de jeunes du Esbjerg fB et dispute son premier match en professionnel sous la houlette de Viggo Jensen en septembre 2001. Sous la houlette du nouvel entraîneur Ove Pedersen, Poulsen s'impose comme titulaire. Après avoir joué 21 sur 33 matchs de championnat lors de la saison 2002-2003, en manquant quelques rencontres en raison d'une blessure, Poulsen a participé à toutes les matchs de Superliga lors de la saison 2003-2004, marquant sept buts avec Esbjerg, qui termine à la troisième place. Il joue un total de 107 matches et marqué 19 buts en championnat, avant de quitter le club.
En janvier 2006, Poulsen est vendu au SC Heerenveen aux Pays-Bas où il signe un contrat de trois ans et demi. À Heerenveen, il joue aux côtés de ses compatriotes danois Hjalte Nørregaard, Bo Storm, Timmi Johansen, et Ken Ilsø. Il se blesse à la fin du mois de février  mais il parvient à jouer sept matchs pour ses six premiers mois au club. Il ne parvient pas à s'imposer lors des deux saisons suivantes où il est davantage considéré comme un remplaçant.
Il retourne au Danemark en Août 2008 avec la signature d'un contrat de quatre ans avec AGF Århus où Il a rejoint son ancien entraîneur Ove Pedersen, pour relancer sa carrière avec un temps de jeu plus important. Il remplit sa mission puisqu'il est élu meilleur joueur du championnat danois en 2009.
En janvier 2010, il est proche de rejoindre la Lazio Rome mais il rejette finalement la proposition afin de ne pas perdre sa place en sélection en vue de la Coupe du monde 2010.
À la suite du Mondial 2010 en Afrique du Sud, Poulsen rejoint le FC Midtjylland. Lors de sa première saison, il se blesse gravement à la cheville et manque une bonne partie de la compétition. En 2011-2012, il réussit la saison la plus aboutie de sa carrière, ce qui lui permet de participer à l'Euro 2012 puis de retenter sa chance à l'étranger.
Juste après son élimination à l'Euro 2012, il s'engage pour trois saisons avec l'AS Monaco. Peu en vue lors de sa première saison malgré un titre de champion de Ligue 2, il n'est plus utilisé la saison suivante pour le retour en Ligue 1. Au mois de janvier 2014, il quitte la Principauté pour s'engager avec le FC Midtjylland, son ancien club.
En août 2019, Poulsen quitte le FC Midtjylland.

### En sélection
Jakob Poulsen fait ses débuts en sélection le 11 février 2009 lors d'un match amical face à la Grèce qui se termine sur un résultat nul (1-1).
Le 10 octobre 2009, il inscrit contre la Suède l'unique but du match et permet ainsi au Danemark de se qualifier pour la Coupe du monde 2010. En 2009, il fait partie des quatre nommés pour le titre de footballeur danois de l'année, en compagnie de Thomas Sørensen, Simon Kjær et du vainqueur Nicklas Bendtner.
Il est retenu parmi la liste des 23 joueurs pour la Coupe du monde 2010 et participe à deux matchs de poule, la victoire (2-1) contre le Cameroun et la défaite (1-3) face au Japon. Il dispute également l'Euro 2012 où il participe à deux matchs contre le Portugal (2-3) et l'Allemagne (1-2) avant d'être éliminé une nouvelle fois au premier tour.

## Statistiques détaillées

### En club
| Saison                | Club                  | Championnat           | Championnat | Championnat | Coupe nationale | Coupe nationale | Coupe de la Ligue | Coupe de la Ligue | Compétition(s) continentale(s) | Compétition(s) continentale(s) | Compétition(s) continentale(s) | Total | Total |
| Saison                | Club                  | Division              | M.          | B.          | M.              | B.              | M.                | B.                | Comp.                          | M.                             | B.                             | M.    | B.    |
| 2001-2002             | Esbjerg fB            | SAS Ligaen            | 1           | 0           | 0               | 0               | -                 | -                 | -                              | -                              | -                              | 1     | 0     |
| 2002-2003             | Esbjerg fB            | SAS Ligaen            | 21          | 3           | 0               | 0               | -                 | -                 | -                              | -                              | -                              | 21    | 3     |
| 2003-2004             | Esbjerg fB            | SAS Ligaen            | 33          | 7           | 0               | 0               | -                 | -                 | C3                             | 2                              | 0                              | 35    | 7     |
| 2004-2005             | Esbjerg fB            | SAS Ligaen            | 32          | 5           | 0               | 0               | -                 | -                 | -                              | -                              | -                              | 32    | 5     |
| 2005-2006             | Esbjerg fB            | SAS Ligaen            | 20          | 4           | 0               | 0               | -                 | -                 | C3                             | 2                              | 0                              | 22    | 4     |
| Sous-total            | Sous-total            | Sous-total            | 107         | 19          | 0               | 0               | -                 | -                 | -                              | 4                              | 0                              | 111   | 19    |
| 2005-2006             | SC Heerenveen         | Eredivisie            | 7           | 0           | 3               | 1               | -                 | -                 | -                              | -                              | -                              | 10    | 1     |
| 2006-2007             | SC Heerenveen         | Eredivisie            | 20+2        | 0           | 3               | 0               | -                 | -                 | C3                             | 2                              | 0                              | 27    | 0     |
| 2007-2008             | SC Heerenveen         | Eredivisie            | 30+2        | 3           | 1               | 0               | -                 | -                 | -                              | -                              | -                              | 33    | 3     |
| Sous-total            | Sous-total            | Sous-total            | 61          | 3           | 7               | 1               | -                 | -                 | -                              | 2                              | 0                              | 70    | 4     |
| 2008-2009             | AGF Århus             | SAS Ligaen            | 29          | 6           | 2               | 0               | -                 | -                 | -                              | -                              | -                              | 31    | 6     |
| 2009-2010             | AGF Århus             | SAS Ligaen            | 24          | 4           | 1               | 0               | -                 | -                 | -                              | -                              | -                              | 25    | 4     |
| 2010-2011             | AGF Århus             | Superliga             | 1           | 0           | 0               | 0               | -                 | -                 | -                              | -                              | -                              | 1     | 0     |
| Sous-total            | Sous-total            | Sous-total            | 54          | 10          | 3               | 0               | -                 | -                 | -                              | 0                              | 0                              | 57    | 10    |
| 2010-2011             | FC Midtjylland        | Superliga             | 16          | 2           | 3               | 0               | -                 | -                 | -                              | -                              | -                              | 19    | 2     |
| 2011-2012             | FC Midtjylland        | Superliga             | 30          | 7           | 1               | 0               | -                 | -                 | C3                             | 4                              | 0                              | 35    | 7     |
| Sous-total            | Sous-total            | Sous-total            | 46          | 9           | 4               | 0               | -                 | -                 | -                              | 4                              | 0                              | 54    | 9     |
| 2012-2013             | AS Monaco             | Ligue 2               | 17          | 0           | 2               | 0               | 3                 | 1                 | -                              | -                              | -                              | 22    | 1     |
| 2013-2014             | AS Monaco             | Ligue 1               | 0           | 0           | 0               | 0               | 1                 | 0                 | -                              | -                              | -                              | 1     | 0     |
| Sous-total            | Sous-total            | Sous-total            | 17          | 0           | 2               | 0               | 4                 | 1                 | -                              | 0                              | 0                              | 23    | 1     |
| 2013-2014             | FC Midtjylland        | Superliga             | 15          | 2           | 0               | 0               | -                 | -                 | -                              | -                              | -                              | 15    | 2     |
| 2014-2015             | FC Midtjylland        | Superliga             | 31          | 4           | 0               | 0               | -                 | -                 | C3                             | 2                              | 0                              | 33    | 4     |
| 2015-2016             | FC Midtjylland        | Superliga             | 32          | 6           | 1               | 0               | -                 | -                 | C1+C3                          | 4+9                            | 1+0                            | 46    | 7     |
| 2016-2017             | FC Midtjylland        | Superliga             | 26          | 6           | 1               | 0               | -                 | -                 | C3                             | 6                              | 0                              | 33    | 6     |
| Sous-total            | Sous-total            | Sous-total            | 104         | 18          | 2               | 0               | 0                 | 0                 | -                              | 21                             | 1                              | 127   | 19    |
| Total sur la carrière | Total sur la carrière | Total sur la carrière | 389         | 59          | 18              | 1               | 4                 | 1                 | -                              | 31                             | 1                              | 442   | 62    |

### En sélection
| Sélection | Année | Statistiques | Statistiques |
| Sélection | Année | Matchs       | Buts         |
| --------- | ----- | ------------ | ------------ |
| Danemark  | 2009  | 10           | 1            |
| Danemark  | 2010  | 8            | 1            |
| Danemark  | 2011  | 4            | 0            |
| Danemark  | 2011  | 1            | 0            |
| Danemark  | 2012  | 10           | 0            |
| Danemark  | 2013  | 0            | 0            |
| Danemark  | 2014  | 2            | 0            |
| Danemark  | 2015  | 5            | 1            |
| Danemark  | Total | 39           | 3            |

Mis à jour le 13 juin 2015

#### But en sélection
| # | Date            | Lieu                       | Adversaire | Score | Résultat | Compétition                       |
| - | --------------- | -------------------------- | ---------- | ----- | -------- | --------------------------------- |
| 1 | 10 octobre 2009 | Parken Stadium, Copenhague | Suède      | 1-0   | 1-0      | Éliminatoires Coupe du monde 2010 |
| 2 | 13 juin 2015    | Parken Stadium, Copenhague | Serbie     | 2-0   | 2-0      | Éliminatoires Euro 2016           |

## Palmarès

### En club
- AS Monaco
  - Championnat de France de Ligue 2
    - Vainqueur : 2013
- FC Midtjylland
  - Championnat du Danemark
    - Vainqueur : 2015

### Individuel
- Meilleur joueur du Championnat danois en 2009